# Barrage de Lom-Pangar
Le barrage de Lom-Pangar est un barrage en remblai avec une section contenant un barrage poids, achevé et mis en service en juin 2017, sur la Lom, environ 88 kilomètres au nord de Bertoua dans la Région de l'Est du Cameroun. Il est situé environ 4 kilomètres en aval de la confluence du Lom et du Pangar et environ 13 kilomètres en amont de là où la Lom rencontre la Sanaga.
Le barrage a pour but de produire de l'hydroélectricité et de réguler les niveaux d'eau de la Sanaga, augmentant de 120 MW la capacité de production des centrales électriques de Song Loulou et d'Édéa ; la région autour du barrage souffre d'un accès intermittent ou inexistant à l'électricité. Il pourrait faire partie d'une plus grande cascade de barrages sur la Sanaga. La mise en service de la centrale de pied du barrage (30 MW) est repoussée à décembre 2022.

## Contexte
Le barrage a pour principale utilité de réguler les niveaux d'eau de la Sanaga : la mise en service du barrage devrait contribuer à augmenter de 120 MW la capacité de production des centrales électriques de Song Loulou et d'Édéa. Selon la Banque africaine de développement, ce projet fera passer la puissance garantie des deux centrales de 450 MW à 729 MW. La région autour du barrage souffre d'un accès intermittent ou inexistant à l'électricité. Il pourrait faire partie d'une plus grande cascade de barrages sur la Sanaga.

## Financement et développement
| \| 500 km1:18 610 000 \| Lom-Pangar (30 Mw) Édéa(276,4 Mw) Mekin (15 Mw) Memve'ele (211 Mw) Mokolo (?? Mw) Song Loulou (384 Mw) Mapé (??? Mw) Lagdo (72 Mw) Chollet (600 Mw) |
| 500 km1:18 610 000 |

| 500 km1:18 610 000 |

| Centrales hydroélectriques existantes        |
| Centrales hydroélectriques en projet         |
| (192 Mw) Capacités installées (en Mégawatts) |

La Banque africaine de développement a prêté 71,1 millions de dollars pour le projet en novembre 2011. La banque mondiale a aussi validé un prêt de 132 millions de dollars en mars 2012, et le président du Cameroun, Paul Biya, posa la première pierre du barrage le 3 août 2012. La Banque européenne d'investissement a validé un prêt de 39 millions de dollars en octobre de la même année. L'Agence française de développement contribue à hauteur de 60 millions d'euros au Plan de Gestion Environnemental et Social.
China International Water & Electric Corporation construit le barrage et l'usine hydroélectrique. La construction nécessita de déplacer 80 familles, relogées dans des villages avoisinants ou dans un nouveau village en briques construit par la compagnie, plus confortable. Un batardeau pour dériver la rivière autour des fondations du barrage fut terminé en juillet 2013. La mise en eau du barrage commença en 2015, et des lâchers d'eau durent être effectués en novembre 2015 pour cause de pluviométrie importante.
La zone a été déclarée parc naturel en 2012, et la chasse est désormais interdite.
Le projet devrait être terminé en juillet 2016,. La construction du barrage est par la suite reportée à la fin de l'année 2016, et celle de la centrale hydroélectrique en 2018. Le barrage, achevé et mis en eau en 2016, est officiellement réceptionné et transféré le 30 juin 2017 par son constructeur chinois CWE à son exploitant Electricity Developement Corporation (EDC), après la levée des dernières réserves. La mise en service de la centrale de pied du barrage est repoussée à décembre 2022.
Depuis la mise en eau du barrage, environ 10 000 pêcheurs, pour la plupart venus de l'Extrême-Nord, se sont installés aux alentours du réservoir du barrage, où la pêche est bonne. La plupart vivent à Oumi, et ils sont désormais plus nombreux que les autochtones. Le gouvernement local souhaite forcer les pêcheurs à rejoindre des coopératives, afin de limiter les intermédiaires et la hausse des prix.